# Чабал, Патрик
Патрик Чабал ((англ. Patrick Enri Chabal; 29 апреля 1951, Тарудант, Сус — Масса — 16 января 2014, Великобритания) — английский африканист, профессор Лондонского университета. Доктор философии.

## Биография
Окончил Гарвард, в Колумбийском университете получил степень магистра. В Кембридже получил степень доктора философии. Займет кафедру в Королевском колледже Лондона, где начал преподавать в 1984 (и будет оставаться вплоть до конца своих дней). Являлся приглашенным профессором в учреждениях Италии, Франции, Швейцарии, Индии и Португалии, а также членом Института перспективных исследований в Принстоне. Первоначально занимался изучением португалоязычной Африки.

## Труды
Последняя книга — The End of Conceit: Western Rationality after Postcolonialism (2012). Др. книги:
- Amílcar Cabral (1983 & 2002)
- Power in Africa: An Essay in Political Interpretation. New York: St. Martin’s Press, 1992. (1992 & 1994)
- Africa Works: Disorder as Political Instrument (1999)
- A History of Postcolonial Lusophone Africa (Chabal et al., 2002)[4]
- Culture Troubles: Politics and the Interpretation of Meaning (2006)
- Angola: The Weight of History (2008)
- The Politics of Suffering and Smiling (2009)[5]